# تحويل لغة الأسلوب الموسع
تحويل لغة الأسلوب الموسع أو لغة تحويل الأنماط الموسعة (بالإنجليزية: XSLT)‏ أختصاراَ لـ(eXtensible Stylesheet Language Transformations)، محددة في التوصية "XSL" ل "W3C"،هي لغة وظائفية لتحويل XML. يسمح بتحويل وثيقة XML إلى شكل آخر، ك PDF أو أيضا HTML ليتم عرضها كصفحة ويب.

## تفصيل

كيفية التحويل عن طريق XSLT.

الهدف الرئيسي هو تحويل وثيقة XML إلى مخطط أو شكل آخر (XHTML، XSL-FO، HTML، الخ). ومع ذلك، XSLT يسمح أيضا بالتغيير إلى أي نوع آخر من الوثائق في شكل نصوص أو في شكل ثنائي binary (على الرغم من أن هذا لم يكن مخطط له في توصيات XSLT).
ليكن لدينا مدخلين: وثيقة XML للتحويل ووثيقة XSLT، فإن نتيجة المعالج XSLT Processor) XSLT) هو إنتاج ملف على الشكل المطلوب.
XSLT يستخدم XPATH (جزء آخر من توصيات XSL) لتعيين جزء من شجرة XML. عمليا، يكتب XSLT على شكل وثيقة XML:
```
<?xml version="1.0" ?>

<xsl:stylesheet
 
xmlns:xsl=
"http://www.w3.org/1999/XSL/Transform"
 
version=
"2.0"
>

<xsl:output
 
method=
"xml"
 
indent=
"yes"
/>

<xsl:template
 
match=
"person"
>

    
<name
 
username=
"{@username}"
>

       
<xsl:value-of
 
select=
"name"
/>

    
</name>

</xsl:template>

</xsl:stylesheet>

```

## مثال
| ملف XML <?xml version="1.0" ?> <persons> <person username="JS1"> <name>John</name> <family-name>Smith</family-name> </person> <person username="MI1"> <name>Morka</name> <family-name>Ismincius</family-name> </person> </persons> | + | ملف XSLT <?xml version="1.0" encoding="UTF-8"?> <xsl:stylesheet xmlns:xsl="http://www.w3.org/1999/XSL/Transform" version="1.0"> <xsl:output method="xml" indent="yes"/> <xsl:template match="/persons"> <root> <xsl:apply-templates select="person"/> </root> </xsl:template> <xsl:template match="person"> <name username="{@username}"> <xsl:value-of select="name"/> </name> </xsl:template> </xsl:stylesheet> |
| ⇒ |   | |
| الملف الناتج XML <?xml version="1.0" encoding="UTF-8"?> <root> <name username="JS1">John</name> <name username="MI1">Morka</name> </root>                                                                                          |   | |

## أمثلة من تنفيذات لمحللات XSLT
- AltovaXML: من قبل ألتوفا ALTOVA وتنفيذ الحر ل XSLT 1.0 و 2.0 XSLT
- DIXml: مكتبة دلفي (Deplhi)
- Gestalt : كولن بول آدامز، تنفيذ باستعمال ايفل (Eiffel) من XSLT 2.0
- Libxslt: جنوم، تنفيذ باستعمال C من XSLT 1.0
- php_xsl.dll: المدرجة في PHP 5

## مقالات ذات صلة
- إكس كويري
- لغة الترميز القابلة للامتداد
- لغة الأسلوب الموسع XSL
- لغة رقم النص الفائق HTML